# Lada Žigo
Lada Žigo (Zagabria, 1970) è una scrittrice e giornalista croata.
Lavora come giornalista dal 1992, e firma recensioni e articoli per importanti riviste culturali e letterarie, come Vijenac”, “Most”, “Republika”, “Književna republika”, “Kolo”, “Europski glasnik”.  Ha scritto anche per le pagine culturali dei quotidiani “Slobodna Dalmacija”, “Večernji list” e “Vjesnik”. Esordisce negli anni 2000 con romanzi che analizzano la società croata contemporanea: nel romanzo Ljudi i novinari (2007) si occupa del sensazionalismo della stampa; in Babetine (SysPrint 2009) delle opere che compongono la scrittura femminile; nel romanzo Rulet (2010), tradotto in italiano da Elisa Copetti con il titolo "Roulette" (Mimesis 2016), affronta il problema del gioco d'azzardo e delle ludopatie; nell'ultimo romanzo Iscjelitelj (2011) tratta di maghe e guaritori. È membro della Società croata degli scrittori.